# Nogra dalzellii
Nogra dalzellii là một loài thực vật có hoa trong họ Đậu. Loài này được (Baker) Merr. miêu tả khoa học đầu tiên.